# Öratjärnen (Sundsjö socken, Jämtland)
Öratjärnen är en sjö i Bräcke kommun i Jämtland och ingår i Indalsälvens huvudavrinningsområde.